# Monty Williams
Tavares Montgomery "Monty" Williams (Virgínia, 8 de outubro de 1971) é um treinador, executivo e ex-jogador norte-americano de basquete profissional que atualmente é o técnico principal do Detroit Pistons da National Basketball Association (NBA).
Williams jogou por cinco equipes da NBA durante uma carreira que se estendeu de 1994 a 2003. Sua carreira como treinador na NBA inclui passagens como treinador assistente, treinador associado e treinador principal.
Em 2021, ele levou os Suns à sua primeira aparição nas finais da NBA desde 1993 e foi nomeado Treinador do Ano da NBA no ano seguinte, em 2022, quando o Suns encerrou a temporada regular com um recorde da franquia de 64 vitórias. Depois de ser dispensado pelo Phoenix em 2023, Williams concordou com um contrato de treinador de seis anos e US$78,5 milhões com o Detroit Pistons, tornando-o o segundo treinador mais bem pago atualmente.

## Carreira universitária
Como ala-pivô de 2,03 metros da Universidade de Notre Dame, Williams teve médias de 22,4 pontos e 8,4 rebotes durante sua última temporada. Ele foi selecionado pelo New York Knicks na 24ª escolha geral do draft da NBA de 1994, apesar de uma condição cardíaca preexistente que o manteve fora por duas temporadas em Notre Dame.

## Carreira como jogador
Williams jogou em nove temporadas na NBA de 1994 a 2003. Ele jogou pelo New York Knicks de 1994 a 1996.
Williams foi negociado juntamente com Charles Smith para o San Antonio Spurs em troca de Brad Lohaus, J.R. Reid e uma futura escolha de primeira rodada que se tornou John Wallace. Ele jogou lá de 1996 a 1998.
Em 1999, Williams assinou com o Denver Nuggets, mas foi dispensado dentro de um mês.
O Orlando Magic reivindicou Williams após sua dispensa e ele permaneceu na equipe até 2002.
Williams ingressou no Philadelphia 76ers como agente livre. Em 2003, Williams foi readquirido pelo Magic em uma troca que enviou uma escolha para Orlando. Três dias depois, ele foi dispensado pelo Magic, efetivamente encerrando sua carreira no basquete. Em sua carreira na NBA, Williams jogou em 456 jogos, marcou um total de 2.884 pontos e teve média de 6,3 pontos. Problemas crônicos no joelho o forçaram a se aposentar em 2003.

## Carreira de treinador

### San Antonio Spurs
Na primavera de 2005, Williams ganhou um título da NBA como estagiário da equipe técnica do San Antonio Spurs.

### Portland Trail Blazers (2005–2010)
No outono de 2005, Williams foi contratado pelo novo técnico principal Nate McMillan como assistente técnico do Portland Trail Blazers.

### New Orleans Hornets / Pelicans (2010–2015)

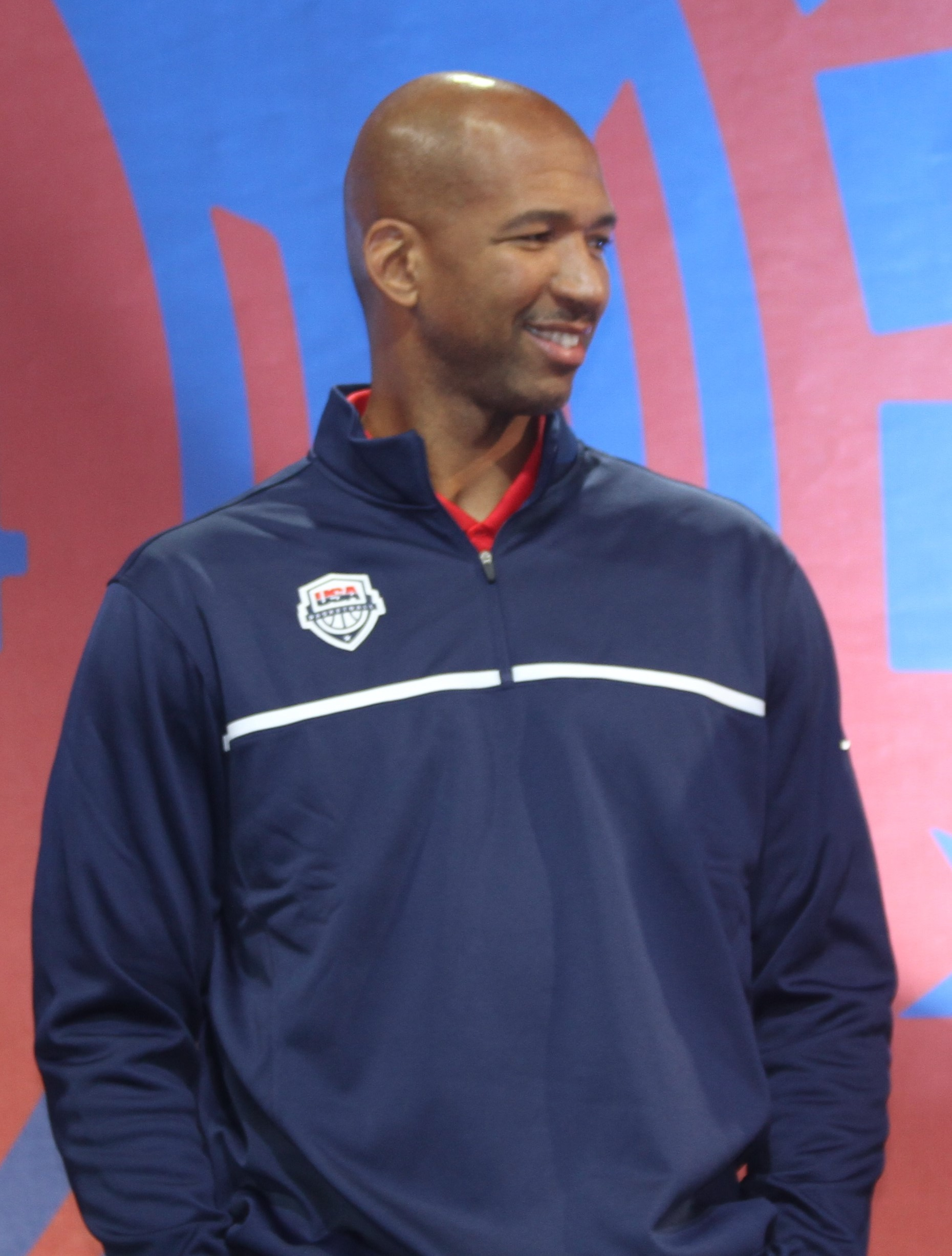
Willians em 2014

Em 7 de junho de 2010, Williams recebeu uma oferta de contrato de três anos para ser o técnico principal do New Orleans Hornets. Na data da contratação, Williams se tornou o técnico principal mais jovem da NBA com 38 anos. Em sua primeira temporada com os Hornets, a equipe terminou com um recorde de 46–36 e chegou aos playoffs. Em 18 de agosto de 2012, Williams aceitou uma extensão de contrato de quatro anos dos Hornets (posteriormente renomeados como Pelicans).
Em 9 de junho de 2013, Williams aceitou o cargo de assistente técnico na Seleção Americana de Basquetebol, junto com Jim Boeheim e Tom Thibodeau, para os Jogos Olímpicos de Verão de 2016 no Rio de Janeiro.
Em 12 de maio de 2015, Williams foi demitido após cinco temporadas como técnico principal dos Pelicans, compilando um recorde de temporada regular de 173–221 e 2–8 nos playoffs.

### Oklahoma City Thunder (2015–2016)
Em 29 de junho de 2015, Williams tornou-se o assistente técnico do Oklahoma City Thunder. Em 1º de junho de 2016, foi anunciado que Williams não retornaria ao Thunder.

### Philadelphia 76ers (2018–2019)
Em 4 de junho de 2018, Brett Brown anunciou que Williams se juntaria ao Philadelphia 76ers como o principal assistente técnico, seu primeiro emprego como treinador em duas temporadas.

### Phoenix Suns (2019–2023)
Em maio de 2019, o Phoenix Suns anunciou que havia contratado Williams como técnico principal da equipe em um contrato de cinco anos. Os Suns compilaram um recorde de 26–39 em sua primeira temporada como treinador antes que a temporada fosse adiada devido à pandemia de COVID-19. Os Suns foram posteriormente convidados para a Bolha da NBA para disputar oito jogos de classificação, onde Williams treinou os Suns para um recorde de 8–0, melhorando seu recorde geral naquela temporada para 34–39. Apesar disso, o time não conseguiu se classificar para o Play-In para entrar nos playoffs da NBA de 2020.
Após o término da temporada de 2020–21, Williams foi nomeado Treinador do Ano pela NBCA (Associação Nacional de Treinadores de Basquete). Ele também terminou em segundo lugar na votação do Treinador do Ano da NBA, perdendo para Tom Thibodeau. Os Suns encerraram a temporada com um recorde de 51–21, garantindo a divisão e a segunda posição na Conferência Oeste. Williams treinou os Suns para uma vitória na série de primeira rodada sobre o Los Angeles Lakers em seis jogos e uma varrida sobre o Denver Nuggets nas semifinais da conferência. Ele então treinou os Suns para uma vitória nas finais da Conferência Oeste sobre o Los Angeles Clippers em seis jogos, avançando os Suns para as Finais da NBA pela primeira vez desde 1993. Esta também foi a primeira aparição nas finais para Williams em sua carreira como treinador. Enfrentando o Milwaukee Bucks, os Suns perderiam em seis jogos.
Em 30 de janeiro de 2022, Williams foi nomeado o técnico principal da Conferência Oeste para o All-Star Game da NBA de 2022 devido ao recorde de sua equipe, o melhor da liga, com um recorde de 40-9 naquela temporada. Williams e os Suns foram a primeira equipe a garantir vaga nos playoffs naquela temporada com um recorde de 53-13. Os Suns encerraram a temporada com um recorde de franquia de 64-18. Williams foi selecionado para seu segundo prêmio consecutivo de Treinador do Ano pela NBCA. Em 9 de março, Williams foi nomeado Treinador do Ano da NBA da temporada de 2021–22.
Em 13 de maio de 2023, os Suns demitiram Williams após perderem para o eventual campeão Denver Nuggets nas semifinais da Conferência Oeste dos playoffs de 2023.

### Detroit Pistons (2023rPesente)
Em 2 de junho de 2023, Williams foi nomeado técnico principal do Detroit Pistons. Durante o primeiro ano de Williams como técnico principal dos Pistons, a equipe perdeu 28 jogos consecutivos, a maior sequência de derrotas dentro de uma temporada na história da NBA.

## Carreira executiva

### San Antonio Spurs
Em 2016, Williams se tornou vice-presidente de operações de basquete do San Antonio Spurs. Em 26 de junho de 2017, enquanto atuava como vice-presidente dos Spurs, Williams foi selecionado como o vencedor do Prêmio Sager Strong durante o primeiro show de premiação da NBA.

## Vida pessoal
Em 10 de fevereiro de 2016, a primeira esposa de Williams, Ingrid, faleceu devido a ferimentos causados por um acidente de carro em Oklahoma City, depois que seu carro foi atingido de frente por um veículo que atravessou as faixas após perder o controle. O casal teve cinco filhos juntos. Williams se casou com sua segunda esposa, Lisa Keeth, em 2017.

## Estatísticas da NBA

### Como jogador

#### Temporada regular
| Ano       | Equipe       | PJ  | PT  | MPJ  | AP   | 3P   | LL   | RT  | AS  | BR | TO | PPJ |
| --------- | ------------ | --- | --- | ---- | ---- | ---- | ---- | --- | --- | -- | -- | --- |
| 1994–95   | New York     | 41  | 23  | 12.3 | .451 | .000 | .447 | 2.4 | 1.2 | .5 | .1 | 3.3 |
| 1995–96   | New York     | 14  | 0   | 4.4  | .318 | –    | .625 | 1.2 | .3  | .1 | .0 | 1.4 |
| 1995–96   | San Antonio  | 17  | 0   | 7.2  | .435 | .000 | .750 | 1.4 | .2  | .2 | .1 | 2.9 |
| 1996–97   | San Antonio  | 65  | 26  | 20.7 | .509 | .000 | .645 | 3.2 | 1.4 | .8 | .8 | 9.0 |
| 1997–98   | San Antonio  | 72  | 16  | 18.3 | .448 | .500 | .670 | 2.5 | 1.2 | .5 | .3 | 6.3 |
| 1998–99   | Denver       | 1   | 0   | 6.0  | .000 | –    | .500 | .0  | .0  | .0 | .0 | 1.0 |
| 1999–2000 | Orlando      | 75  | 23  | 20.0 | .489 | .400 | .741 | 3.3 | 1.4 | .6 | .2 | 8.7 |
| 2000–01   | Orlando      | 82  | 0   | 14.8 | .447 | .077 | .639 | 3.0 | 1.0 | .4 | .2 | 5.0 |
| 2001–02   | Orlando      | 68  | 19  | 18.9 | .547 | .000 | .657 | 3.5 | 1.4 | .7 | .3 | 7.1 |
| 2002–03   | Philadelphia | 21  | 2   | 13.1 | .425 | .000 | .750 | 2.1 | 1.2 | .6 | .2 | 4.4 |
| Carreira  | Carreira     | 456 | 109 | 13.5 | .406 | .122 | .642 | 2.2 | .9  | .4 | .2 | 4.9 |

#### Playoffs
| Ano      | Equipe       | PJ | PT | MPJ  | AP    | 3P   | LL   | RT  | AS  | BR | TO | PPJ |
| -------- | ------------ | -- | -- | ---- | ----- | ---- | ---- | --- | --- | -- | -- | --- |
| 1995     | New York     | 1  | 0  | 4.0  | 1.000 | –    | –    | .0  | .0  | .0 | .0 | 4.0 |
| 1996     | San Antonio  | 7  | 0  | 4.1  | .222  | –    | .500 | 1.0 | .0  | .0 | .0 | 1.0 |
| 1998     | San Antonio  | 5  | 0  | 5.6  | .625  | –    | .667 | 1.2 | .2  | .0 | .0 | 2.4 |
| 2001     | Orlando      | 3  | 0  | 4.7  | .750  | –    | .333 | 2.0 | .0  | .0 | .7 | 2.3 |
| 2002     | Orlando      | 4  | 3  | 23.3 | .519  | .000 | .600 | 5.5 | 2.3 | .8 | .0 | 8.5 |
| 2003     | Philadelphia | 10 | 0  | 9.6  | .348  | .000 | .750 | 1.5 | .0  | .2 | .0 | 1.9 |
| Carreira | Carreira     | 30 | 3  | 8.5  | .577  | .000 | .570 | 1.8 | .4  | .1 | .1 | 3.3 |

### Como treinador
| Time     | Temporada   | Temporada Regular | Temporada Regular | Temporada Regular | Temporada Regular | Temporada Regular         | Playoffs | Playoffs | Playoffs | Playoffs | Playoffs                             |
| Time     | Temporada   | Jogos             | Vitórias          | Derrotas          | %                 | Classificação             | Jogos    | Vitórias | Derrotas | %        | Resultado                            |
| -------- | ----------- | ----------------- | ----------------- | ----------------- | ----------------- | ------------------------- | -------- | -------- | -------- | -------- | ------------------------------------ |
| 2010–11  | New Orleans | 82                | 46                | 36                | .561              | 3°na Divisão Sudoeste     | 6        | 2        | 4        | .333     | Perdeu na Primeira Rodada            |
| 2011–12  | New Orleans | 66                | 21                | 45                | .318              | 5° na Divisão Sudoeste    | —        | —        | —        | —        | Não foi para os playoffs             |
| 2012–13  | New Orleans | 82                | 27                | 55                | .329              | 5° na Divisão Sudoeste    | —        | —        | —        | —        | Não foi para os playoffs             |
| 2013–14  | New Orleans | 82                | 34                | 48                | .415              | 5° na Divisão Sudoeste    | —        | —        | —        | —        | Não foi para os playoffs             |
| 2014–15  | New Orleans | 82                | 45                | 37                | .549              | 5° na Divisão Sudoeste    | 4        | 0        | 4        | .000     | Perdeu na Primeira Rodada            |
| 2019–20  | Phoenix     | 73                | 34                | 39                | .466              | 3° na Divisão do Pacífico | —        | —        | —        | —        | Não foi para os playoffs             |
| 2020–21  | Phoenix     | 72                | 51                | 21                | .708              | 1° na Divisão do Pacífico | 22       | 14       | 8        | .636     | Perdeu nas Finais da NBA             |
| 2021–22  | Phoenix     | 82                | 64                | 18                | .780              | 1° na Divisão do Pacífico | 13       | 7        | 6        | .538     | Perdeu nas Semifinais de Conferência |
| 2022–23  | Phoenix     | 82                | 45                | 37                | .549              | 2° na Divisão do Pacífico | 11       | 6        | 5        | .545     | Perdeu nas Semifinais de Conferência |
| 2023–24  | Detroit     | 82                | 14                | 68                | .171              | 5° na Divisão Central     | —        | —        | —        | —        | Não foi para os playoffs             |
| Carreira | Carreira    | 785               | 381               | 404               | .484              | –                         | 56       | 29       | 27       | .410     | –                                    |